# كيمبل سكوت
كيمبل سكوت (بالإنجليزية: Kemble Scott)‏ (1962)؛ صحفي وروائي أمريكي.